# La Verdad del Sureste
La Verdad del Sureste es un diario publicado en Villahermosa, México. Apareció por primera vez el 24 de abril de 1991, calificado como “el periódico de la sociedad civil” por la variedad de intereses que convergieron para su creación.

## Historia
La Verdad del Sureste nació a comienzos de la década de 1990 «como parte de la lucha democrática de la oposición en Tabasco». Fue fundado por Andrés Manuel López Obrador, actual presidente de México y su primer director fue Alberto Pérez Mendoza. Pérez también fue socio mayoritario del periódico.
Constituye un elemento divulgador de noticias y periodismo de opinión del Partido de la Revolución Democrática (PRD).
Ofrece cobertura de noticias a nivel local y nacional, además hay secciones de opiniones y columnas. Su actual director es Carlos Pérez Mendoza.
Por varios años fue el principal medio de información de la izquierda frente al control de que de ella se ejercía sobre todos los otros medios de prensa escrita. Desempeñándose como un elemento muy importante en la vida social y política del estado de Tabasco.